# Sonia LeBel
Pour les articles homonymes, voir Lebel.
Sonia LeBel, née en juin 1968 à Matane, est une avocate et femme politique québécoise.
Elle est députée à l'Assemblée nationale du Québec de la circonscription de Champlain depuis les élections générales du 1er octobre 2018.
Elle occupe plusieurs postes dans le gouvernement Legault : ministre responsable de la Condition féminine de 2018 à 2019, ministre de la Justice de 2018 à 2020, ministre responsable de l'Accès à l’information de 2019 à 2020, ministre responsable des Relations canadiennes et de la Francophonie canadienne de 2018 à 2022 et ministre responsable des Institutions démocratiques et de la Réforme électorale de 2019 à 2022. Depuis le 22 juin 2020, elle est présidente du Conseil du trésor et ministre responsable de l'Administration gouvernementale.

## Biographie
Née en juin 1968 à Matane, Sonia LeBel est la fille de l'enseignante Lise Arsenault,.

### Carrière professionnelle
Bachelière en droit de l'Université de Montréal, elle est admise au Barreau du Québec en 1991. Elle pratique dans plusieurs domaines du droit criminel, mais s'est spécialisée principalement dans les infractions reliées aux stupéfiants et au crime organisé au sein de ce qui est maintenant le Directeur des poursuites criminelles et pénales. À partir de 2009, elle fait partie de l'équipe des assises du bureau de Montréal où elle traite des dossiers de meurtre devant jury. Pendant sa carrière, elle est membre puis présidente du comité des infractions du Barreau de Montréal.
C'est pendant la grève des procureurs de la Couronne en 2011 qu'elle se fait connaître sur la place publique. À titre de secrétaire de l'Association des procureurs de la Couronne du Québec, elle est sollicitée par les médias pour donner des entrevues et est invitée à la populaire émission Tout le monde en parle. En 2012, elle joint la Commission Charbonneau à titre de procureure. Subséquemment, elle en deviendra la procureure en chef.

### Carrière politique
Le 29 avril 2018, Sonia LeBel fait le saut en politique en se présentant comme la candidate de la Coalition avenir Québec dans la circonscription de Champlain.
Le 1er octobre 2018, elle est élue députée avec 51,9 % des voix et la Coalition avenir Québec est portée au pouvoir avec une gouvernement majoritaire. Le 18 octobre suivant, elle est assermentée à titre de ministre de la Justice, de ministre des Relations canadiennes et de la Francophonie canadienne et ministre responsable de la Condition féminine. Elle agit à titre de présidente du Comité de législation et présidente du Comité ministériel des services aux citoyens. Le 5 février 2019, les responsabilités de la Condition féminine sont confiées à Isabelle Charest.
Elle est ministre responsable de Institutions démocratiques et de la Réforme électorale du 4 septembre 2019 au 20 août 2020.
Le 20 décembre 2019, à la suite du congé de maternité de Geneviève Guilbault, elle devient vice-première ministre par intérim.
Sonia LeBel est réélue lors des élections du 3 octobre 2022. Le 20 octobre suivant, lors du dévoilement du nouveau conseil des ministres, elle est reportée dans ses fonctions de présidente du Conseil du trésor et de ministre responsable de l'Administration gouvernementale.
À ce titre, elle joue un rôle central dans les négociations avec les syndicats des secteurs public et parapublic. En février 2023, elle met en place des forums de discussion parallèles aux négociations traditionnelles afin d'accélérer le processus de renouvellement des conventions collectives, ce qui suscite des critiques de la part des syndicats qui y voient une tentative de contourner le cadre légal.
En mai 2023, elle annonce une intensification des négociations dans les secteurs public et parapublic, notamment dans la santé et l'éducation, en offrant des incitatifs aux enseignants admissibles à la retraite pour prolonger leur carrière et en reconduisant des primes pour le personnel des services sociaux et de la fonction publique.
Dans le cadre des négociations avec la Fédération interprofessionnelle de la santé du Québec (FIQ), Sonia LeBel défend l'idée d'une plus grande mobilité du personnel infirmier afin de mieux répondre aux besoins du réseau de la santé. Cette proposition est toutefois critiquée par le syndicat, qui craint des déplacements imposés pour les travailleuses.
En décembre 2024, elle présente un projet de loi visant à réformer le cadre des négociations du secteur public, qu'elle juge trop rigide et inadapté aux réalités contemporaines. Cette initiative suscite le scepticisme des partis d'opposition et des syndicats, bien que la ministre insiste sur sa volonté d'une réforme concertée.

## Résultats électoraux
|                                                                                             | Nom                    | Parti                 | Nombre de voix | %      | Maj.   |
| ------------------------------------------------------------------------------------------- | ---------------------- | --------------------- | -------------- | ------ | ------ |
|                                                                                             | Sonia LeBel (sortante) | Coalition avenir      | 23 513         | 55,9 % | 16 130 |
|                                                                                             | Steve Massicotte       | Conservateur          | 7 383          | 17,6 % | -      |
|                                                                                             | Alexandre Litalien     | Parti québécois       | 5 065          | 12 %   | -      |
|                                                                                             | Marjolaine Trottier    | Québec solidaire      | 3 775          | 9 %    | -      |
|                                                                                             | Jérémy Leblanc         | Libéral               | 2 138          | 5,1 %  | -      |
|                                                                                             | Bianca Nancy Pinel     | L'union fait la force | 194            | 0,5 %  | -      |
| Total                                                                                       | Total                  | Total                 | 42 068         | 100 %  |        |
| Le taux de participation lors de l'élection était de 71 % et 542 bulletins ont été rejetés. |                        |                       |                |        |        |

|                                                                                               | Nom                           | Parti              | Nombre de voix | %      | Maj.   |
| --------------------------------------------------------------------------------------------- | ----------------------------- | ------------------ | -------------- | ------ | ------ |
|                                                                                               | Sonia LeBel                   | Coalition avenir   | 21 154         | 51,9 % | 13 544 |
|                                                                                               | Pierre-Michel Auger (sortant) | Libéral            | 7 610          | 18,7 % | -      |
|                                                                                               | Steven Roy Cullen             | Québec solidaire   | 5 285          | 13 %   | -      |
|                                                                                               | Gaëtan Leclerc                | Parti québécois    | 4 928          | 12,1 % | -      |
|                                                                                               | Stéphanie Dufresne            | Vert               | 789            | 1,9 %  | -      |
|                                                                                               | Pierre-Benoit Fortin          | Conservateur       | 733            | 1,8 %  | -      |
|                                                                                               | Anthony Rouss                 | Bloc pot           | 164            | 0,4 %  | -      |
|                                                                                               | Éric Gauthier                 | Équipe autonomiste | 126            | 0,3 %  | -      |
| Total                                                                                         | Total                         | Total              | 40 789         | 100 %  |        |
| Le taux de participation lors de l'élection était de 70,5 % et 728 bulletins ont été rejetés. |                               |                    |                |        |        |